# Huby (Hambleton)
Huby – wieś w Anglii, w hrabstwie North Yorkshire, w dystrykcie (unitary authority) North Yorkshire. Leży 15 km na północ od miasta York i 294 km na północ od Londynu.